# 松下宣夫
松下宣夫（まつした のぶお、1984年〈昭和59年〉5月28日 - ）は、日本のお笑いタレント。お笑いコンビ・デニスのボケ担当。吉本興業所属。

## 来歴
立ち位置は右。ネタによって変わるが、主にボケ担当。
徳島県板野郡松茂町出身。徳島県立徳島北高等学校、玉川大学卒業。
身長176 cm、体重58 kg、血液型A型、喫煙者。特技は全国の昔話を語る、人間ポンプ。愛称はのぶくん。
2022年5月8日、結婚。同年10月1日、第1子女児が誕生。

## 人物
- よしもと釣り部「BDM」のメンバーである[5][6][7]。
- デニスの怖いYouTubeでは心霊スターと呼ばれている[8][9]。
- 愛想のいい性格であり、ニューヨークの調査によるとヨシモト∞ホールのスタッフ好感度ランキング第1位[10]。

## 出演

### レギュラー
- 笑っていいとも!増刊号（フジテレビ、2012年11月11日 - 2014年3月30日） - 増刊号特派員
- バチバチエレキテる（フジテレビ、2013年4月16日 - 9月17日） - 暫定メンバー
- 日本語探Qバラエティ クイズ!それマジ!?ニッポン（フジテレビ、2014年2月2日 - 2015年8月16日） - 日本語方言探Q部員